# 普拉东
普拉东（法語：Pradons，法語發音：[pʁadɔ̃]）是法国阿尔代什省的一个市镇，属于拉让蒂耶尔区。

## 地理
普拉东（44°28'28"N, 4°21'32"E）面积7.98 平方千米，位于法国奥弗涅-罗讷-阿尔卑斯大区阿尔代什省，该省份为法国东南部内陆省份，北起顺时针与卢瓦尔省、伊泽尔省、德龙省、沃克吕兹省、加尔省、洛泽尔省和上盧瓦爾省接壤。
与普拉东接壤的市镇（或旧市镇、城区）包括：巴拉聚克、绍宗、拉戈尔斯、吕翁斯。
普拉东的时区为UTC+01:00、UTC+02:00（夏令时）。

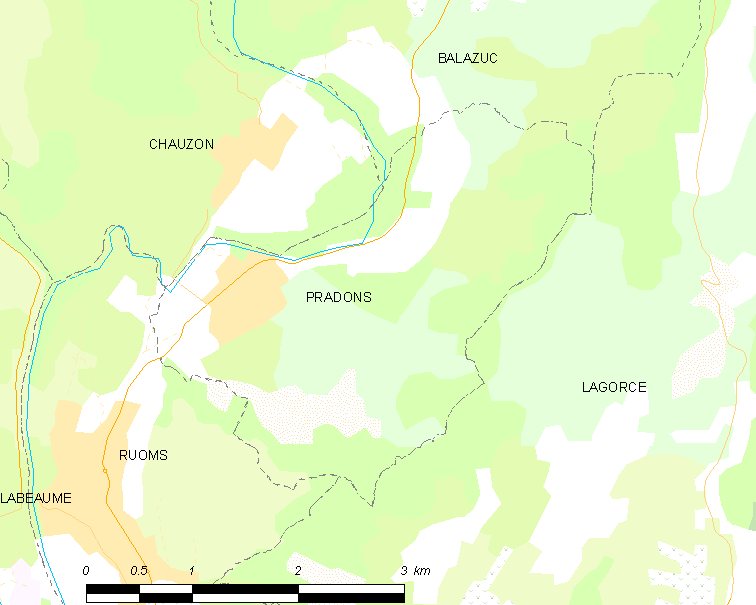
普拉东的OSM定位图

## 行政
普拉东的邮政编码为07120，INSEE市镇编码为07183。

## 政治
普拉东所属的省级选区为瓦隆蓬达尔克县。

## 人口

1962-2008年间普拉东人口变化图示

普拉东于2022年1月1日时的人口数量为537人。